# П'єтро Відоні
П'єтро Відоні (італ. Pietro Vidoni; 8 листопада 1610, Кремона — 5 січня 1681, Рим) — італійський єпископ і кардинал, апостольський нунцій у Речі Посполитій у 1652—1660 роках.

## Життєпис
Народився в дворянській родині. Був родичем кардинала Джироламо Відоні. Навчався в кількох італійських університетах, а потім оселився в Римі. Під час понтифікату папи Урбана VIII був губернатором Ріміні, Тіволі, Сабіни, Орвієто та Сполето. Висвячений на єпископа Лоді 9 жовтня 1644 року.
З 28 травня 1652 року до 5 квітня 1660 року єпископ П'єтро Відоні був апостольським нунцієм у Речі Посполитій. 1 квітня 1656 під час літургії, яку служив П'єтро Відоні перед образом Матері Божої Милостивої у Львові польський король Ян Казимир склав львівську обітницю.
Під час консисторії 5 квітня 1660 року папа Олександр VII надав йому сан кардинала-священника. Його титулярною церквою стала церква св. Калліста, а з 1673 року Сан-Панкраціо-фуорі-ле-Мура. Кардинал П'єтро Відоні був папським легатом у Болоньї в 1662 році. Брав участь у конклаві 1669—1670 роках, але його обранню протистояли іспанські кардинали.
Камерленг Колегії кардиналів у 1675—1676 роках. Помер у Римі 5 січня 1681 року. Похований у кармелітській церкві Санта-Марія-делла-Вітторіа, поруч із дядьком. У наступному столітті папа Пій VII зробив кардиналом його родича з таким самим іменем і прізвищем П'єтро Відоні (1759—1830).